# Сулавесийский сорочий скворец
Сулавесийский сорочий скворец (лат. Basilornis celebensis) — вид воробьиных птиц из семейства скворцовых. Подвидов не выделяют.

## Распространение
Эндемики Сулавеси (Индонезия). Лесные птицы, плантаций избегают.

## Описание
Длина тела 25 см. Характерные майны с перьями на лбу, макушке и затылке, направленными к центральной линии и образующими жесткий гребень. Лоб до затылка и задняя часть шеи блестящие, фиолетово-синие. Имеется белое пятно на нижних кроющих перьях уха, размытое сзади оранжевым. Верхняя и нижняя стороны тела чёрные, кончики перьев с зелёными переливами, перья по бокам груди белые с желтовато-коричневым оттенком. Хвост чёрный, слегка блестящий, крылья черновато-коричневые. Радужные оболочки коричнево-красные. Клюв бледно-зеленовато-голубой. Ноги птицы лимонно-желтые.
Самец и самка похожи, гребень у самцов немного длиннее, чем у самок. Молодь шоколадно-коричневая с ограниченным блеском, имеет более светлые перья на нижней стороне тела, образующие полосы, без оранжевого оттенка на белых участках оперения.

### Вокализация
Издают звуки нескольких типов, описываемые как свист, писк, ворчание и трели. Одни высокие, другие представляют собой протяжные носовые ноты.

## Биология
Всеядны, рацион включает фрукты и живой корм. Примерные пропорции: 44 % плодов, 52 % беспозвоночных, 4 % мелких позвоночных.